# Dama dama mesopotamica
Il daino persiano (Dama dama mesopotamica) è un mammifero ruminante appartenente alla famiglia Cervidae. È una sottospecie di daino.

## Descrizione
I daini persiani sono più grandi dei daini, come del resto i loro palchi, anche se sono meno palmati. Al giorno d'oggi sono quasi estinti, abitando in una piccola zona del Khūzestān, nell'Iran meridionale, in due aree protette piuttosto piccole nel Mazandaran (Iran settentrionale) e su un'isola nel lago di Urmia, nell'Iran nord-occidentale. Nel passato si trovavano dalla Mesopotamia e dall'Egitto fino alla Cirenaica e a Cipro. Il loro ambiente preferito: le aree boschive aperte. Oggi si riproducono in zoo e parchi in Iran, Israele e Germania. La popolazione esistente potrebbe soffrire a causa dell'inincrocio e della perdita di diversità genetica. A partire dal 1996 sono stati gradualmente reintrodotti con successo in natura in Israele settentrionale e più di 650 esemplari vivono attualmente in Galilea, nell'area del monte Carmelo e del Ruscello di Sorek

## Storia
I daini persiani furono introdotti a Cipro nell'epoca neolitica prima dell'introduzione della ceramica (PPNA). Sono state ritrovate ossa a Khirokitia e ad Enkomi. Una leggenda greca, riferita nel 200 d.C. circa da Eliano, narra di come i cervi del Libano e del monte Carmelo raggiunsero Cipro nuotando attraverso il Mediterraneo, tenendo ognuno la testa sul dorso del cervo davanti.
In Grecia si disse che i cervi dell'Epiro raggiunsero Corfù nella stessa maniera. Mentre sappiamo che i cervi rossi attraversano acque aperte nelle loro migrazioni stagionali, questo comportamento è sconosciuto nei daini. Nel 1951 i daini persiani vennero considerati estinti, prima che fosse scoperta una piccola popolazione nel Khūzestān.